# Station Holtsås
Station Holtsås is een station in  Holtsås in de gemeente Midt-Telemark  in  Noorwegen. Het station ligt aan Sørlandsbanen. In 1968 werd het een onbemand station. In 2004 werd het gesloten voor personenvervoer.